# Montgazin
Montgazin település Franciaországban, Haute-Garonne megyében. Lakosainak száma 166 fő (2022. január 1.). Montgazin Lézat-sur-Lèze, Lacaugne, Marquefave, Montaut és Saint-Sulpice-sur-Lèze községekkel határos.

## Népesség
A település népességének változása:
| Lakosok száma | 162  | 122  | 125  | 170  | 175  | 194  | 197  | 178  | 169  | 166  |
|               | 1968 | 1982 | 1990 | 2006 | 2013 | 2015 | 2017 | 2019 | 2020 | 2022 |